# موقع FlashNotes
FlashNotes.com هو موقع إلكتروني يتيح للطلاب الجامعيين شراء وبيع المذكرات وأدلة الدراسة وملخصات الكتب ومذكرات المحاضرات وغيرها من المواد التي تساعد الطلاب و/أو تساعد على كسب المال طوال سنوات الدراسة الجامعية.

## نبذة تاريخية
في ديسمبر 2009، تم إنشاء موقع FlashNotes من قِبل الطالب بجامعة ولاية كينت مايك ماتوسيك. فبعد رؤيته طلابًا آخرين وهم يكافحون في فصول عدة وسماعهم باستمرار وهم يطلبون استعارة مذكرات طلاب آخرين، قرر ماتوسيك وضع حل من شأنه مساعدة الطلاب المكافحين عن طريق إعطائهم موردًا إضافيًا. كما رأى أيضًا فرصة لمكافأة الطلاب الذين يختارون مشاركة مذكراتهم الدراسية وغيرها من المواد الدراسية الأخرى. The result was FlashNotes.com.

## المفهوم
يعمل موقع Flashnotes.com كأداة مرجعية للطلاب الجامعيين الباحثين عن مساعدة إضافية أثناء الدراسة للحصول على مجموعة متنوعة من المقررات الجامعية. ويمكن أن يكون موقع Flashnotes.com وسيلة سهلة أيضًا للطلاب لربح بعض الأموال الإضافية أثناء سنوات الدراسة الجامعية. ويجب أولاً على الطلاب المهتمين بمشاركة مذكراتهم إنشاء حساب على الموقع. وبعد القيام بذلك، يمكنهم تحميل ما يشاؤون من مذكرات ثم تحديد السعر الخاص بهم لكل مجموعة من المذكرات. وإذا تم بيع المذكرات، يحصل الطلاب على 80% من سعر المذكرات في حين يحصل موقع FlashNotes.com على الـ 20% الأخرى. وما إن يتم تحميل المذكرات على الموقع، يمكن للطلاب الآخرين ممن لديهم حساب على الموقع تصفح جميع المذكرات المتاحة في الكلية الخاصة بهم وتضييق عملية البحث من خلال رقم المقرر أو الموضوع أو البحث في جميع المذكرات المتاحة من قِبل الطلاب في كلية وجامعات أخرى من جميع أنحاء البلاد.

## الكليات
يجري حاليًا استخدام موقع FlashNotes.com لشراء المذكرات وبيعها في 34 كلية وجامعة من جميع أنحاء الولايات المتحدة. ومع ذلك، يتمتع الموقع بخاصية قدرة أي شخص لديه حساب على الموقع لتحميل مذكرات. وإذا كان المستخدم أول شخص يقوم بتحميل مذكرات من كليته، فسوف تتم إضافة هذه الكلية أو الجامعة لقائمة الكليات فور تحميل المذكرات.

## وصلات خارجية
- http://www.flashnotes.com